# Force 17
Force 17 er en palætinensisk eliteenhed med tilknytning til Fatah-partiet.
Det fungerede som Yassir Arafats personlige efterretningstjeneste og antiterrorkorps.
Politiets Efterretningstjeneste (PET) med daværende operative leder Per Larsen og to medarbejdere mødtes den 2. april 1989 med Force 17s ledere på et hotel i Zürich.
Ifølge Ekstra Bladet var mødet godkendt af den danske regering med justitsminister H.P. Clausen.
Dagen efter den 3. april var der en terroralarm i samtlige nordiske lufthavne.
Ifølge en artikel af journalisten Frode Holst i Ekstra Bladet var der tale om 10-13 palæstinensiske terrorister der var taget fra Damaskus til Skandinavien for at lave en aktion mod et fly. Sandsynligvis var der tale om folk fra organisationen PFLP-GC.
Formodetlig er terroralarmen baseret på information fra mødet mellem PET og Force 17.
Da historien igen kom frem i 2008 ønskede flere retsordførere en undersøgelse af PETs rolle i forbindelse med Force 17.
PET Kommissionens rapport har en forholdsvis sparsom omtale af Force 17:
I 1987 afslørede PET ifølge den tidligere PET medarbejders vidneforklaring den såkaldte Force 17-gruppe i Danmark. Denne palæstinensiske gruppe, der oprindeligt fungerede som Yassir Arafats sikkerhedstjeneste, blev opfattet som en ”meget operativ” terrorfraktion, og det blev drøftet med statsadvokaten, hvorvidt der skulle rejses tiltale mod gruppen. Da Statsadvokaten ikke mente, at der skulle rejses tiltale, tog PET en ”meget pædagogisk samtale” med lederen af gruppen, der kort tid efter forlod landet. Sagen om Force 17 døde herefter ud.
I 2007 forlød det at præsident Mahmoud Abbas ville afvikle Force 17 og lade den indgå i den præsidentielle garde.

## Henvisning
1. ↑  Bent Blüdnikow og Kasper Krogh og Morten Frich (15. marts 2008). "PETs møde med Arafats elitekorps". berlingske.dk. Arkiveret fra originalen 23. august 2010. Hentet 1. oktober 2010.
2. ↑  Bent Blüdnikow (2009). Bombeterror i København. Gyldendal.
3. ↑  Blüdnikow (2009) side 327–328.
4. ↑  Ritzau (15. marts 2008). "Politisk krav: PET skal kulegraves i terrorsag". politiken.dk. Arkiveret fra originalen 19. april 2008. Hentet 2. oktober 2010.
5. ↑  17. Manifest/Kommunistisk Arbejdsgruppe 1979-89 (”Blekingegadebanden”) – PET'S OVERVÅGNING AF DEN ANTIIMPERIALISTISKE VENSTREFLØJ 1945-1989 – PET-KOMMISSIONENS BERETNING BIND ... (Webside ikke længere tilgængelig)
6. ↑  Ali Waked (8. oktober 2007). "Abbas to dismantle Force 17". Ynetnews. Arkiveret fra originalen 5. maj 2019. Hentet 5. oktober 2010.